# Jan Małęczyński
Jan Małęczyński, Jan Maleczynski, ps. Jan Gozdawa, Jean de Saint-Lambert (ur. 25 lipca 1903 w Kamieńsku na Ukrainie, zm. 21 grudnia 1980 w Paryżu) – polski urzędnik konsularny, poeta.

## Życiorys
Syn Teofila (-1910), inżyniera stalownika i Elżbiety zd. Dąbrowskiej. Wraz z matką przenosi się do Nowogrodu Wołyńskiego, następnie do Kijowa, Białej Cerkwi i ostatecznie do Warszawy (1920). Kształcił się w Szkole Technicznej im. Hipolita Wawelberga i Stanisława Rotwanda, studiował prawo w Wolnej Wszechnicy Polskiej (-1926) oraz na Sorbonie w Instytucie Wyższych Studiów Międzynarodowych (Institut des Hautes Etudes Internationales) (1926-1928). 
Do polskiej służby zagranicznej wstąpił w 1928, pełniąc m.in. funkcje – attaché konsularnego/wicekonsula RP w Lille (1931-1934), wicekonsula w Opolu (1936) i kierownika konsulatu, konsula tegoż urzędu (1937-1939), urzędnika polskiego MSZ w Paryżu i Angers, urzędnika konsulatu w Tuluzie, kier. Biura Polskiego w Marsylii (1940-1941). W 1942 zostaje mianowany tajnym delegatem na Francję Południową. Dzierżawił farmę w Bar-sur-Lup pod Niceą (1943). Następnie był konsulem w Bernie (1943-1945). Wydawał w Paryżu organ Polskiego Stronnictwa Ludowego we Francji tygodnik „Gazetę Ludową” oraz miesięcznik informacyjny w jęz. francuskim „Le Messager de Pologne” (1946-1947). Prowadził firmę handlową „Arelac” (1948-1952). Przy francuskim MSZ pełnił funkcję pełnomocnika do spraw opieki społecznej nad uchodźcami i tzw. bezpaństwowcami (Office Francais de Protection des Refugies et Apatrides) (1952-1967). W 1962 uzyskał obywatelstwo francuskie. Na emeryturę przeszedł w 1967..
Pochowany na cmentarzu w Pantin pod Paryżem.
W 1939 odznaczony Złotym Krzyżem Zasługi.